# Cyatholaimus paragracilis
Cyatholaimus paragracilis is een rondwormensoort uit de familie van de Cyatholaimidae. De wetenschappelijke naam van de soort is voor het eerst geldig gepubliceerd in 1942 door Schuurmans Stekhoven.